# Маренка волова
Маренка волова, маренка близька як Asperula propinqua (Asperula taurina) — вид рослин з родини маренових (Rubiaceae), поширений у південній Європі від Франції до Криму та в західній Азії.

## Опис
Багаторічна рослина 30–50 см. Листки яйцювато-ланцетні або широко-еліптичні, великі, по 4 в кільці. Листки верхніх кілець без щетинок. Віночок білий, з довгою трубкою. Стебло слабо гіллясте, довговолосе. Плоди — подвійні сім'янки.

## Поширення
Поширений у південній Європі від Франції до Криму та в західній Азії.
В Україні вид зростає у листяних лісах — у гірському Криму, рідко.